# Lohusalu poolsaar
Lohusalu poolsaar är en halvö i nordvästra Estland. Den ligger i kommunen Keila vald i Harjumaa, 30 km väster om huvudstaden Tallinn. Halvöns norra spets benämns Lohusalu neem. Norr om udden, ute till havs i Finska viken, ligger undervattensgrundet Lohusalu madal. Halvön skiljer viken Lahepere laht i väster från bukten Lohusalu laht i öster. På halvön ligger en by med samma namn.